# Industrie de la Wallonie

La Wallonie est l'une des trois régions de Belgique.

 (janvier 2023).
Si vous disposez d'ouvrages ou d'articles de référence ou si vous connaissez des sites web de qualité traitant du thème abordé ici, merci de compléter l'article en donnant les références utiles à sa vérifiabilité et en les liant à la section « Notes et références ».
L'industrie de la Wallonie connut une activité intense depuis le Moyen Âge, principalement axée sur les industries du charbon, du fer et des verreries. Entre 1810 et 1880, la Belgique est la deuxième puissance industrielle du monde, derrière le Royaume-Uni. Cette époque voit la création de grandes sociétés familiales qui finiront par fusionner au sein de Cockerill-Sambre[réf. nécessaire]. Actuellement, la Wallonie s'attèle à s'orienter vers les secteurs technologiques.

## Histoire

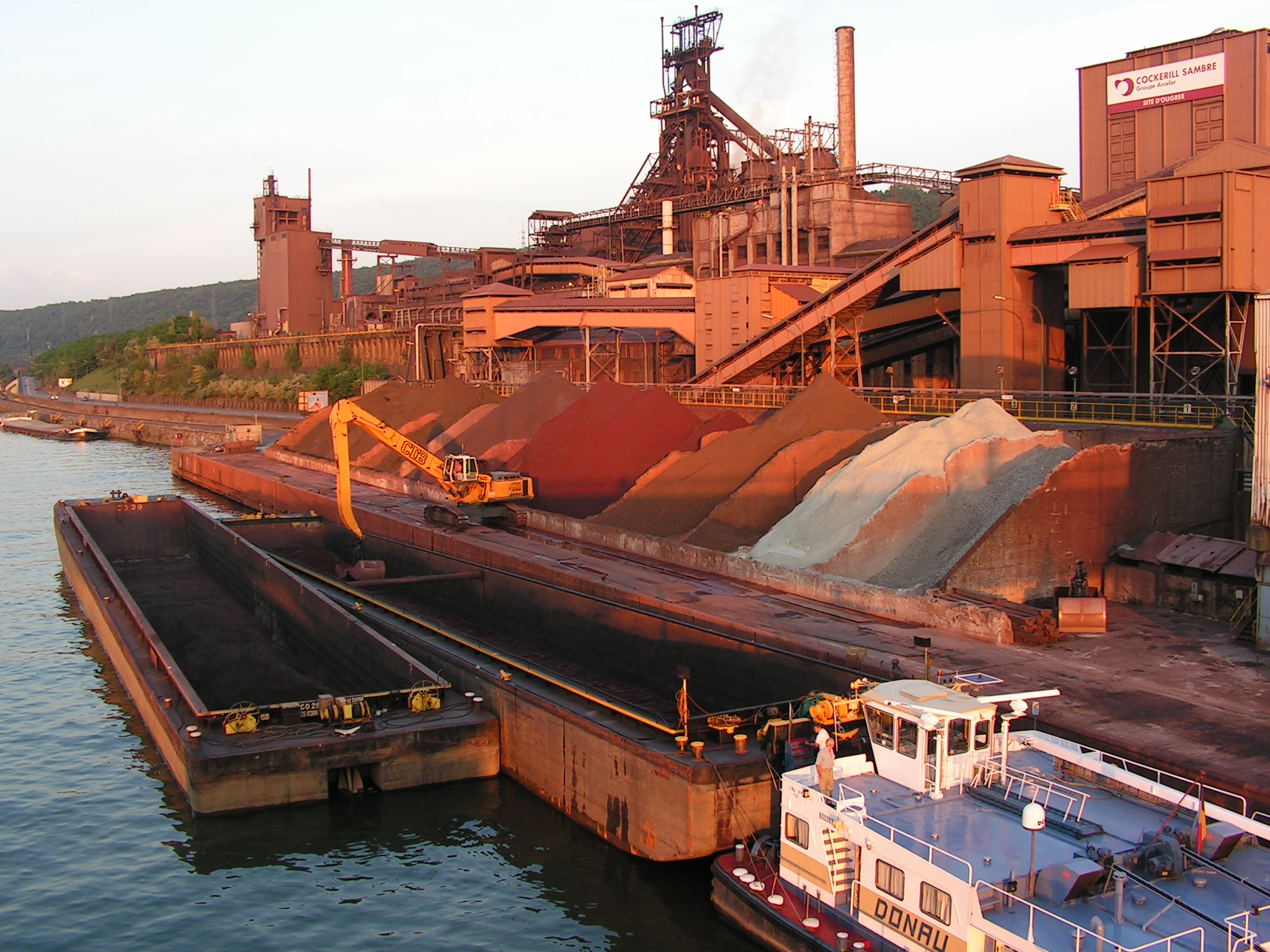
Les établissements Cockerill-Sambre d'Ougrée, dans la province de Liège.

La présence de mines de charbon à proximité de voies d'eau importantes telles que la Sambre et la Meuse permirent à la Wallonie de développer d'abord l'industrie charbonnière, et ensuite les industries métallurgiques, sidérurgique et verrières; et ce bien avant la naissance de la Belgique[réf. nécessaire]. D'autres industries s'y développèrent : porcelaine, agriculture, textile, ... mais dans une proportion moindre. Ces industries nécessitaient beaucoup de personnel, la Wallonie fut l'une des régions les plus prospères d'Europe et fit de la Belgique une des premières puissances économiques mondiales.
L'industrie lourde des secteurs de la métallurgie et de la sidérurgie s'était particulièrement implantée dans le sillon Sambre-et-Meuse ainsi qu'à l’extrémité sur de la province de Luxembourg, en Lorraine belge grâce à l'extraction de la minette lorraine qui était ensuite transformées dans les hauts fourneaux tels que ceux de l'usine sidérurgique d'Athus. Ces secteurs firent la richesse et la prospérité des régions du Borinage, du Centre ou encore de Liège. Elle fut aussi le théâtre de catastrophes industrielles majeures telle que la catastrophe du Bois du Cazier en 1956.

## Le déclin

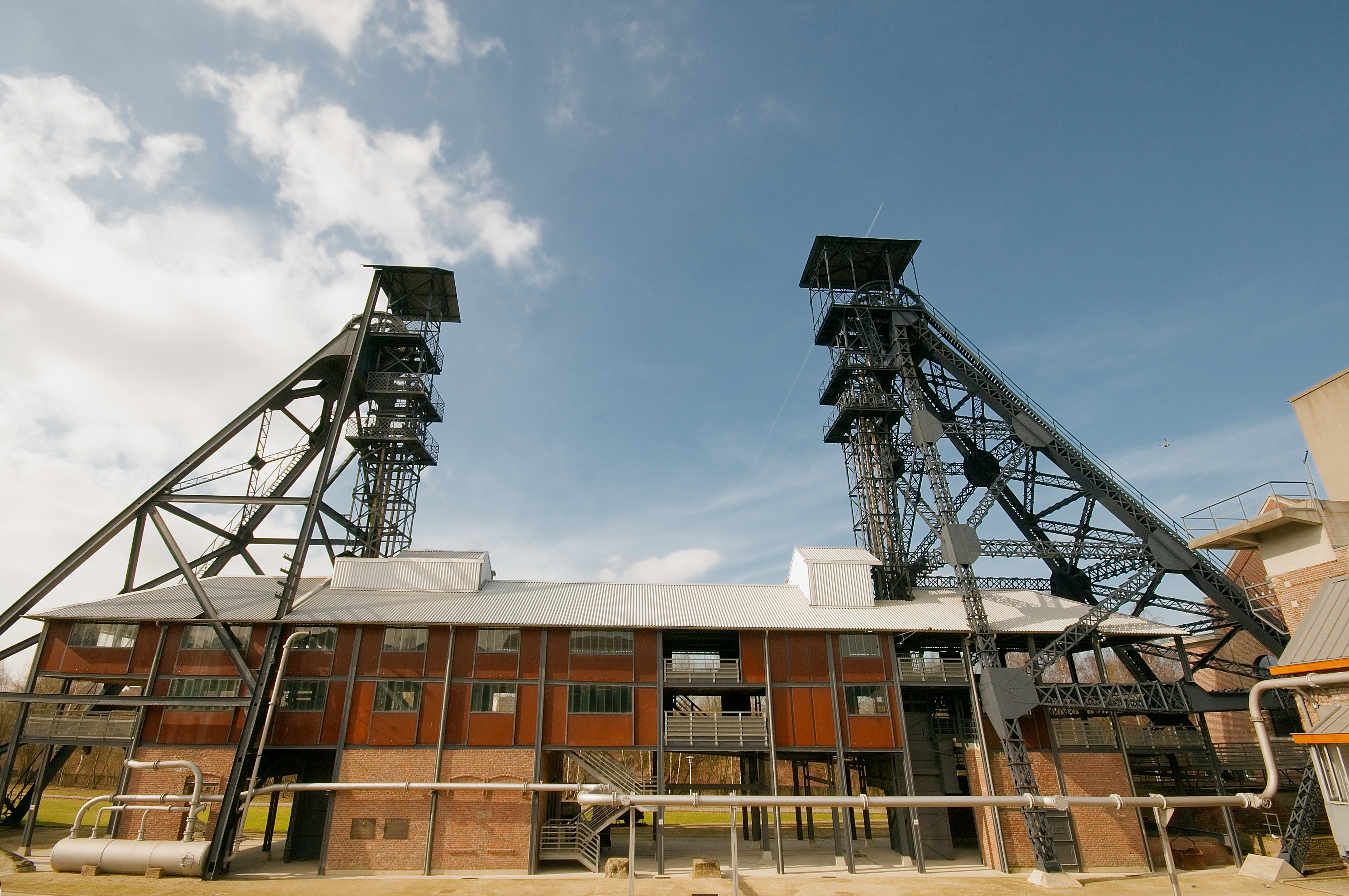
Le Bois du Cazier, à Marcinelle était un charbonnage wallon qui donna son nom à la plus grave catastrophe minière de Belgique en 1956 : la catastrophe du Bois du Cazier.

Mais après la Seconde Guerre mondiale, le déclin qui avait déjà commencé s'est accentué. Les installations vieillissantes parfois vétustes et un économie trop axée sur l'industrie charbonnière en perte de vitesse à cette époque, sonnèrent le glas de la prospérité wallonne. Les pouvoirs publics tentent depuis plusieurs décennies de reconvertir la région sans grands succès. Parmi les mesures prises, on notera les fonds européens pour le Hainaut ou encore le plan Marshall pour la Wallonie.

## Redynamisation

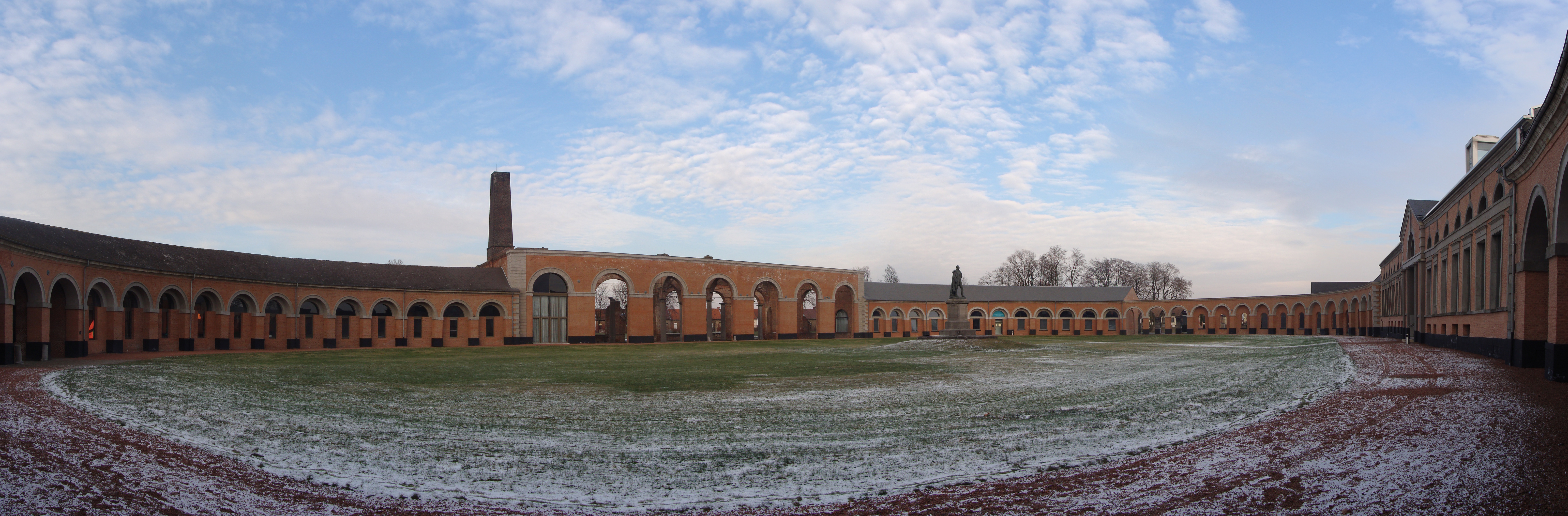
Le site du Grand-Hornu près de Mons est aujourd’hui classé au patrimoine mondial de l'UNESCO.

Les industries fortement présentes actuellement en Wallonie sont : l'industrie chimique, la fabrication de machines et équipements, les industries agricoles et alimentaires, la fabrication de produits minéraux non métalliques Par ailleurs, la métallurgie est toujours bien représentée dans les bassins Charleroi et Liègeois.
Notons aussi, la récente présence de sociétés telles que Google et Microsoft sur le territoire Wallon.